# ゲンナジー・ストレカロフ
ゲンナジー・ストレカロフ（Gennadi Mikhailovich Strekalov、ロシア語:、1940年10月26日-2004年12月25日）は、ロシアの宇宙飛行士でS.P.コロリョフ ロケット&スペース コーポレーション エネルギアの部門長である。1980年12月10日と1984年4月11日の2度ソ連邦英雄を受章し、また3度のレーニン勲章を受章ている。1984年にはインドでアショカ・チャクラ賞を受賞した。

## 背景
ストレカロフは1940年10月26日にモスクワ近郊のムィティシで生まれた。1965年にN.E.ボーマン・モスクワ高等技術学校で工学の学位を取った。2004年12月25日に癌のためモスクワで死去した。64歳だった。

## 宇宙飛行経験
ストレカロフはN.E.ボーマン・モスクワ高等技術学校卒業後、S.P.コロリョフ ロケット&スペース コーポレーション エネルギアで勤め、宇宙技術の実験・研究に携わった。彼は独自にエンタープライズのシリーズに関連する機器を開発した。また実験グループの一員として、彼はロシア科学アカデミーの科学実験衛星の運用にも携わった。1974年1月、彼はソユーズのフライトエンジニアとしての訓練を始め、1976年にソユーズ22号のミッションのバックアップとなった。
1978年10月から、彼はサリュート宇宙ステーションへの長期滞在の訓練を始めた。1980年12月10日から11月27日まで、彼はソユーズT-3で初めての宇宙飛行を行った。飛行中には、ソユーズT-3とサリュート6号とのドッキングが行われた。
1981年6月から1983年4月まで、サリュート7号への初の長期滞在に向けての訓練を受けた。1983年4月20日から22日に、彼はソユーズT-8に搭乗した。
1983年6月、ソユーズT-10-1の炎上事故に巻き込まれる。ブースターロケットが爆発するわずか2秒前にではあるが、脱出システムが無事作動し、機長のウラジーミル・チトフと共に生還する。
1984年4月3日から11日まで、彼はソビエト連邦とインドの合同のサリュート7号への3度目の滞在ミッションに参加した。
1990年8月1日から12月10日まで、彼は4度目の宇宙飛行で、ソユーズTM-10でミールを訪れた。帰還時にはタクシークルーの秋山豊寛が一緒であった。
1994年10月3日から11月4日まで、彼はソユーズTM-21/ミールEO-18/STS-71のミッションにフライトエンジニアとして参加した。